# Austrophorocera disparis
Austrophorocera disparis là một loài ruồi trong họ Tachinidae.